# Ackermanville
Ackermanville es un lugar designado por el censo ubicado en el condado de Northampton en el estado estadounidense de Pensilvania. En el año 2010 tenía una población de 610 habitantes.

## Geografía
Ackermanville se encuentra ubicado en las coordenadas 40°40′18″N 75°13′9″O / 40.67167, -75.21917.